# Pollution
Pollution (latin pollutio, "framvällande") innebär att sädesvätska töms ur penis hos en man, när han inte har samlag eller onanerar. Det sker oftast i sömnen (pollutio nocturna), om man till exempel drömmer om något som är sexuellt upphetsande (så kallad våt dröm).
När man har samlag, brukar sädesvätskan tömmas ut när man får orgasm. Det kallas ejakulation.